# لورينزو هيريرا
لورينزو هيريرا (بالإسبانية: Lorenzo Herrera) هو ملحن فنزويلي، ولد في 2 أغسطس 1896 في كاراكاس في فنزويلا، وتوفي بنفس المكان في 1960.